# Richard Z. Kruspe
Richard Zven Kruspe (nume la naștere Sven Kruspe; n. 24 iunie 1967, Wittenberge, Germania de Est) este un muzician german, fondator și chitarist al trupelor Rammstein și Emigrate. Pentru un timp a fost cunoscut sub numele de "Bernstein", după numele fostei sale soții sud-africane, Caron Bernstein.

## Tinerețe
Kruspe s-a născut în Wittenberge, Germania de Est. El a primit la naștere numele de Sven Kruspe, dar și l-a schimbat în Richard, având convingerea că fiecare ar trebui să-și poată schimba numele. Are două surori mai mari și un frate mai mare (Gordon Kruspe). Părinții lui au divorțat când era mic. Mama lui s-a recăsătorit, dar nu s-a întâlnit cu tatăl său vitreg. S-a mutat în satul Weisen când era tânăr. Din cauza relației proaste cu tatăl său vitreg, Kruspe a fugit adesea de acasă în adolescență și a dormit pe băncile din parc. Mai tarziu a inceput să lupte ca o modalitate de a-și canaliza furia.
La vârsta de 16 ani, Kruspe și câțiva prieteni au vizitat Cehoslovacia, unde și-a cumpărat o chitară. El a planificat inițial să o vândă, deoarece era foarte scumpă și credea că ar putea face un profit bun. Cu toate acestea, odată ce s-a întors în Germania de Est, o fată de la o tabără în care locuia l-a rugat să îi cânte la chitară. El i-a spus că nu știe să cânte, dar a continuat să insiste și Kruspe s-a înfuriat și a început să schimbe șirurile. "Cu cât mai tare am cântat", a spus Richard, "cu atât mai entuziasmat a primit-o. Ceva mi-a dat în cap și mi-am dat seama că fetelelor le plac tipii care cântă la chitară." Acest lucru l-a făcut interesat de chitară și, ca rezultat, a început să cânte în fiecare zi și noapte pentru următorii doi ani.

## Cariera
În 1985, plictisit de scena muzicală apatică din orașul său natal, s-a mutat în Berlinul de Est și a trăit în Lychener Straße și "a făcut muzică toată ziua". Timp de doi ani, Richard a locuit într-un apartament cu un tambur și o chitară și s-a învățat să cânte singur, pentru că nu știa pe nimeni de acolo. "A fost un timp singuratic", a spus Kruspe, dar a folosit-o pentru a explora muzica.
Pe 10 octombrie 1989, înainte de căderea Zidului Berlinului, folosea metroul. Când a ajuns la sol, s-a aflat în mijlocul unei demonstrații politice. A fost lovit în cap și a fost arestat doar pentru că a fost acolo și aruncat în închisoare timp de șase zile. Odată ieșit din închisoare, el a decis să părăsească Germania de Est. Din cauza Blocului de Est, a intrat în Germania de Vest prin Ungaria. Când zidul Berlinului a căzut, s-a mutat la est de Berlin, Germania.
Rammstein a fost formată în anul 1994, când Kruspe, care locuia împreună cu Riedel și Schneider la vremea respectivă, căuta o nouă trupă în care să creeze un nou stil de muzică. A părăsit prima trupă, "Orgasm Death Gimmick", în căutarea unor noi colegi.

## Viața personală
Kruspe s-a căsătorit cu actrița sud-africană Caron Bernstein în data de 29 octombrie 1999. Ceremonia a fost evreiască și Kruspe a compus muzică pentru ea. A luat numele Richard Kruspe-Bernstein în timpul căsătoriei lor. În 2001, s-a mutat din Berlin la New York pentru a trăi mai aproape de Caron Bernstein. Ei s-au despărțit în 2004. Numele său este acum înapoi la versiunea originală "Kruspe", deoarece divorțul a fost finalizat. În 2011, a plecat din New York pentru că "nu este mediul potrivit pentru următoarea parte a vieții mele" și s-a mutat înapoi în Berlin. De asemenea, în acest moment, Richard a anunțat că a devenit a treia oară tată.
Are o fiică, Khira Li Lindemann (născută la 28 februarie 1991). Numele ei este "Lindemann", deoarece mama ei a fost căsătorită cu vocalistul din trupa Rammstein, Till Lindemann. Mama lui Khira a păstrat numele de familie "Lindemann" când a divorțat. Mai târziu, ea și Kruspe au avut-o pe Khira. Cei doi nu s-au căsătorit, lăsând-o pe Khira cu numele de familie Lindemann.
Fiul său, Merlin Esra Besson s-a născut la 10 decembrie 1992.
Cea de a doua fiică a lui Richard, și al treilea copil, este Maxime Alaska Bossieux. S-a născut la 28 septembrie 2011. Mama ei este Margaux Bossieux, basist al trupei punk Dirty Mary din New York. Bossieux a fost implicată în înregistrarea albumului de debut al lui Emigrate.
Vorbește engleză fluent și cântă în limba engleză în trupa Emigrate.